# Stilbénoïde
 (mars 2022).
La mise en forme du texte ne suit pas les recommandations de Wikipédia : il faut le « wikifier ».
Les points d'amélioration suivants sont les cas les plus fréquents. Le détail des points à revoir est peut-être précisé sur la page de discussion.
- Les titres sont pré-formatés par le logiciel. Ils ne sont ni en capitales, ni en gras.
- Le texte ne doit pas être écrit en capitales (les noms de famille non plus), ni en gras, ni en italique, ni en « petit »…
- Le gras n'est utilisé que pour surligner le titre de l'article dans l'introduction, une seule fois.
- L'italique est rarement utilisé : mots en langue étrangère, titres d'œuvres, noms de bateaux, etc.
- Les citations ne sont pas en italique mais en corps de texte normal. Elles sont entourées par des guillemets français : « et ».
- Les listes à puces sont à éviter, des paragraphes rédigés étant largement préférés. Les tableaux sont à réserver à la présentation de données structurées (résultats, etc.).
- Les appels de note de bas de page (petits chiffres en exposant, introduits par l'outil «  Source ») sont à placer entre la fin de phrase et le point final[comme ça].
- Les liens internes (vers d'autres articles de Wikipédia) sont à choisir avec parcimonie. Créez des liens vers des articles approfondissant le sujet. Les termes génériques sans rapport avec le sujet sont à éviter, ainsi que les répétitions de liens vers un même terme.
- Les liens externes sont à placer uniquement dans une section « Liens externes », à la fin de l'article. Ces liens sont à choisir avec parcimonie suivant les règles définies. Si un lien sert de source à l'article, son insertion dans le texte est à faire par les notes de bas de page.
- La présentation des références doit suivre les conventions bibliographiques. Il est recommandé d'utiliser les modèles {{Ouvrage}}, {{Chapitre}}, {{Article}}, {{Lien web}} et/ou {{Bibliographie}}. Le mode d'édition visuel peut mettre en forme automatiquement les références.
- Insérer une infobox (cadre d'informations à droite) n'est pas obligatoire pour parachever la mise en page.

Pour une aide détaillée, merci de consulter Aide:Wikification.
Si vous pensez que ces points ont été résolus, vous pouvez retirer ce bandeau et améliorer la mise en forme d'un autre article.

Le resvératrol est un stilbénoïde important en biologie.

Les stilbénoïdes sont des dérivés hydroxylés du stilbène. Ils ont une structure C6–C2–C6. En termes biochimiques, ils appartiennent à la famille des phénylpropanoïdes et partagent l'essentiel de leur voie de biosynthèse avec les chalcones,. La plupart des stilbénoïdes sont produits par les plantes, et la seule exception connue est le stilbénoïde antihelminthique et antimicrobien, le 2-isopropyl-5-[( E )-2-phénylvinyl]benzène-1,3-diol, biosynthétisé par la bactérie Gram négatif Photorhabdus luminescens. ,,

## Chimie
Les stilbénoïdes sont des dérivés hydroxylés du stilbène et ils ont une structure en C6–C2–C6. Ils appartiennent à la famille des phénylpropanoïdes. Ils partagent l'essentiel de leur voie de biosynthèse avec les chalcones,,. Sous irradiation UV (ultraviolet), le stilbène et ses dérivés subissent une cyclisation intramoléculaire. Cette cyclisation est appelée photocyclisation du stilbène et permet la formation des dihydrophénanthrènes. Les formes oligomères sont connues sous le nom d'oligostilbénoïdes.

## Les types
Aglycones
- Piceatannol dans les racines des épicéas de Norvège
- La pinosylvine est une toxine fongique protégeant le bois des infections fongiques, présente dans les arbres de la famille des pins
- Ptérostilbène dans les amandes, le pin et les baies de vaccinium
- Resvératrol dans le raisin

Glycosides
- Astringine dans l'écorce de l'épinette de Norvège
- Piceid est un dérivé du resvératrol dans les jus de raisin

## Production
Les stilbénoïdes sont produits dans plusieurs variétés de plantes, par exemple ce sont des produits secondaires de la formation du bois de cœur dans les arbres qui peuvent agir comme phytoalexines. Un autre exemple est le resvératrol, un antifongique présent dans le raisin et dont on a suggéré qu'il avait des effets bénéfiques sur la santé. Ampelopsin A et Ampelopsin B sont des dimères de resvératrol produits dans la baie de porcelaine.
Un stilbénoïde bactérien, le (E)-3,5-dihydroxy-4-isopropyl-trans-stilbène, est produit par Photorhabdus qui est un symbiote bactérien de nématodes d'insectes appelé Heterorhabditis .

## Propriétés
Certaines études suggèrent que les phytoalexines sont responsables de la résistance à certaines maladies des arbres, telles que le flétrissement du pin.

## Livres
- W.E. Hillis, Heartwood and Tree Exudates, Berlin, Heidelberg, Springer Berlin Heidelberg, 1987 (ISBN 978-3-642-72534-0)